# Monti Wanda
I monti Wanda (cinese semplificato: 完达山; cinese tradizionali: 完達山; pinyin: Wándá shān) sono una catena montuosa situata nella parte orientale della provincia dello Heilongjiang, in Cina.
Il nome 完达 è la traslitterazione in caratteri cinesi del nome manciù della montagna che significa «scala».
La catena si estende per circa 400 km. Sua vetta principale è il monte Shending (831 m).
Il lago Jingpo è situato su questo massiccio.